# シャイニングイブ
シャイニングイブ（shining eve）は、有限会社シャイニングウィルが運営する日本の芸能プロダクション。

2009年7月にシャイニングウィルからモデル・グラビアアイドルの一部が移籍し設立された。

## 主な所属タレント
- いとうあこ
- * 嶋根あい

## 過去の所属者
- 森まどか
- 秋原葉子
- 馬見塚エリ
- 西田まり
- 長尾麻由
- 風間のん
- 三枝久乃
- 黒澤葉月（移籍後アイドルユニット「ロマンスターズ」に加入）
- 河合風花
- 久長あや那
- 木村訓子
- 秋元結衣
- 西恵利香 シャイニングウィルへ
- 石條遙梨 シャイニングウィルへ
- 谷垣綾南 シャイニングウィルへ
- 山口水季 シャイニングウィルへ
- 郷美寿梨
- 塚本舞
- 彩友美
- 新実菜々子
- 松下李生
- 杉田沙緒里[1]
- 太田千晶